# Свети Димитър (Прешево)
„Свети великомъченик Димитър“ (на сръбски: Храм св. великомученика Димитрија) е възрожденска православна църква във вранското градче Прешево, югоизточната част на Сърбия. Част е от Вранската епархия на Сръбската православна църква.
Църквата е гробищен храм и е построена на възвишение в западната част на града в 1905 година на основите на стара църква. Според Йован Хадживасилевич обаче църквата е наследник на традицията на стара, разрушена църква „Свети Димитър“ над града. В 1913 година местните албанци разрушават храма, който е възстановен по-късно от местните християни и е издигната и камбанария. Отново е обновена в началото на XXI век, като е построен и енорийски дом и трапезария.
В архитектурно отношение е еднокорабен храм, измазан отвън. Входовете са от запад и юг и над тях има ниши с изображение на Свети Димитър и Света Богородица. Осветлението става през два прозореца на южната стена. На западната и южната страна има две каменни трапези. Владишкият трон, ктиторският стол и двата проскинитария са нови. В конхата на апсидата е изписана Света Богородица Ширшая небес с детето Христос на гърди. Иконите в храма са 31.